# 乳白錐蓋傘
乳白錐蓋傘（學名：Conocybe lactea）（科名：糞傘科）是一種有毒的真菌
现为乳白锥盖伞 Conocybe apala (Fr.) Arnolds的异名。
种加名 lactea 意为“乳白的”。

## 形態
乳白錐蓋傘有單生或散生之細長的菌柄，菇面是圓錐形、光滑的乳白色菌蓋。